# Ruby Soho
 (juin 2021).
Dori Elizabeth Prange (née le 9 janvier 1991 à Edwardsburg (Michigan)) est une catcheuse (lutteuse professionnelle) américaine. Elle travaille actuellement à la All Elite Wrestling, sous le nom de Ruby Soho.
Elle est aussi connue pour son travail à la World Wrestling Entertainment, sous le nom de Ruby Riott.
Elle a eu plusieurs noms de ring, dont celui de Heidi Lovelace au sein de la World Wonder Ring Stardom japonaise et dans plusieurs organisations du circuit indépendant aux États-Unis, telles que Shimmer Women Athletes, Shine Wrestling, Ohio Valley Wrestling (OVW) et IWA Mid-South.  
Elle se fait connaitre sur le circuit indépendant notamment dans les fédérations de catch féminin que sont la Shimmer Women Athletes et la Shine Wrestling remportant le championnat par équipes de la Shimmer avec Evie. Elle est aussi la première femme à remporter le tournoi Young Lions Cup qu'organise la Chikara.
Elle est la créatrice, mais aussi la leader du groupe Riott Squad, jusqu'à ce que le trio féminin se sépare en 2019, lorsque Liv Morgan rejoint SmackDown Live. En août 2020, l'équipe se reforme en duo avec Liv Morgan.

## Biographie

### Jeunesse
Dori Prange naît le 9 janvier 1991 à Edwardsburg, dans le Michigan, aux États-Unis.
Dori Prange n'est pas une fan de catch mais elle a des amis qui en font. C'est en allant à un spectacle de catch de charité pour venir en aide à un de ses amis atteint d'un cancer qu'elle décide de devenir catcheuse.

## Carrière

### Circuit Indépendant (2010-2016)

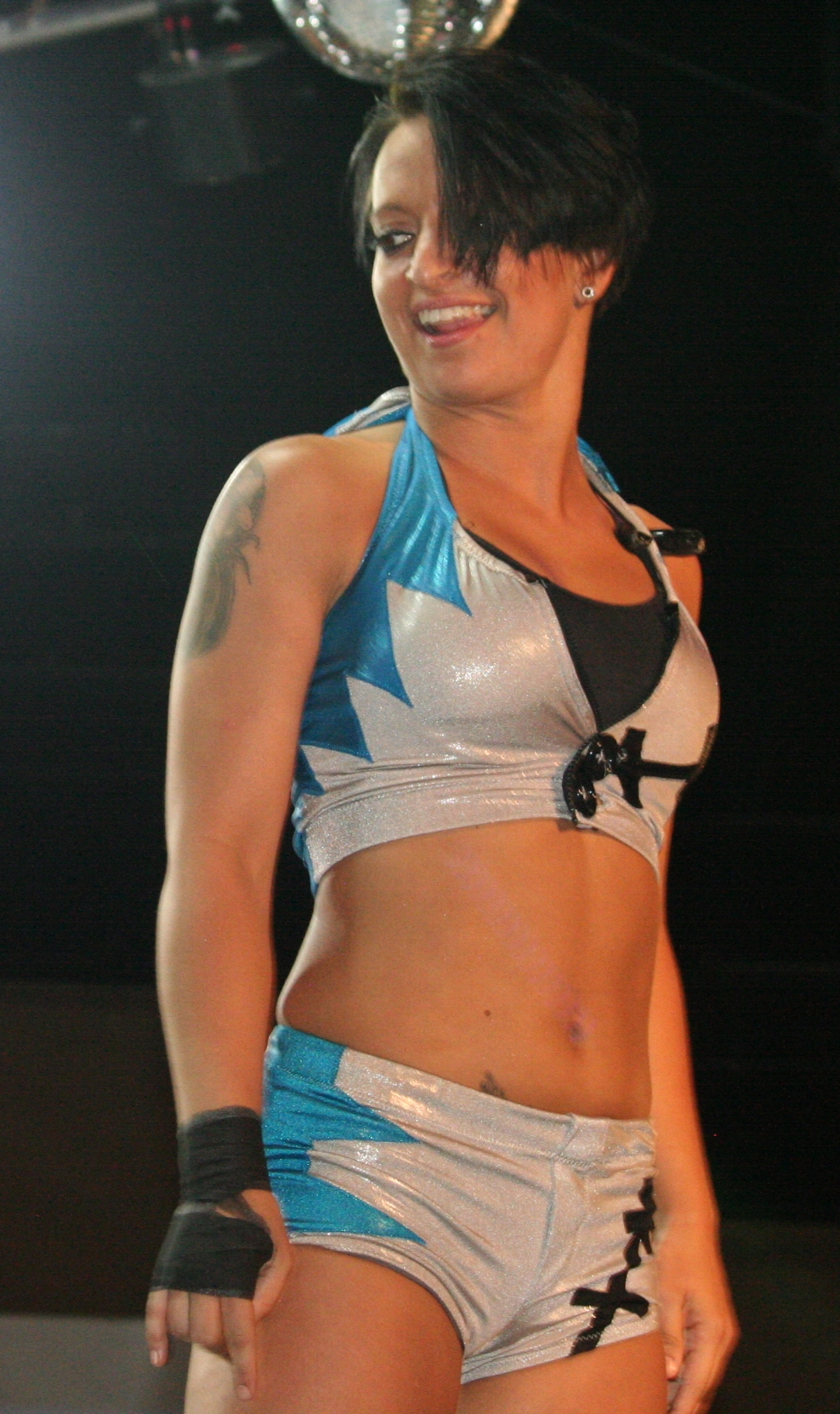
Heidi Lovelace en 2013.

Dori Prange s'entraine auprès de Billy Roc et commence sa carrière de catcheuse fin 2010,. Elle lutte alors sous le nom de Miss Heidi dans les fédérations du Midwest américain. Elle fait équipe avec Brutus Dylan pour le tournoi Totally Independent Tag Team Invitational organisé par la National Wrestling Alliance Midwest et la Pro Wrestling King du 13 au 14 mai 2011. Ils remportent ce tournoi en éliminant Chris Rains et Jimmy W au premier tour, puis Ryan Epic en quart de finale. Durant leur demi-finale, il y a un double tombé, ce qui les qualifie ainsi qu'Hank Calhoun et Mike King en finale face à Blackjack Majik et Nick Xero.

### Shine Wrestling (2012-2015)
Lovelace apparaît pour la première fois à la Shine Wrestling le 17 août 2012 durant Shine 2. Ce jour-là, elle affronte Taeler Hendrix et Sojo Bolt dans un match remporté par cette dernière.

### World Wrestling Entertainment (2016-2021)

#### Passage à laNXT(2017)
Le 15 décembre 2016, la World Wrestling Entertainment (WWE) annonce la signature d'un contrat avec Dori Prange (sous son nom de ring d'Heidi Lovelace).
Elle rejoint NXT et change de nom de ring pour celui de Ruby Riot. Dans la NXT en 2017, le 30 août, elle perd contre Peyton Royce ; le 4 octobre, elle gagne avec Nikki Cross contre Billie Kay et Peyton Royce ; Le 18 octobre, elle perd dans un « triple threat match » contre Ember Moon et Sonya Deville et ne se qualifie pas pour le « fatal-4 way match » pour le NXT Women's Championship laissé vacant.

#### The Riott Squad (2017-2021)

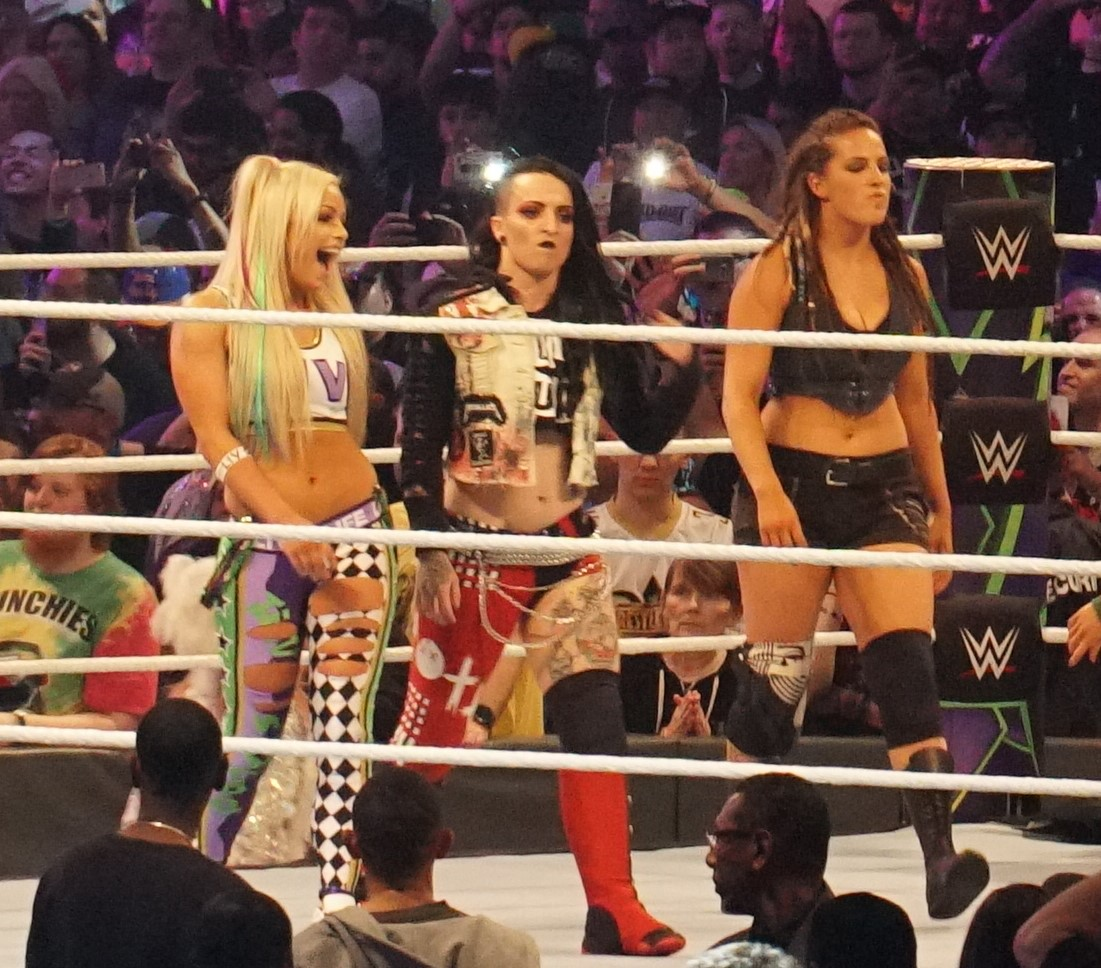
The Riott Squad à WrestleMania 34

Le 21 novembre à SmackDown Live, Liv Morgan, Sarah Logan et elle font leurs débuts au show bleu en tant que Heel, attaquent Becky Lynch, Naomi dans les vestiaires, puis plus tard dans la soirée, interrompent le match entre la championne de SmackDown, Charlotte Flair, et sa rivale Natalya, en attaquant les deux femmes. La semaine suivante à SmackDown Live, elles disputent leur premier match en battant Charlotte Flair, Naomi et Natalya dans un 6-Women Tag Team match.
Le 28 janvier 2018 au Royal Rumble, elles entrent respectivement dans le tout premier Royal Rumble match féminin en 15e, 11e et 3e positions, mais se font éliminer par Nia Jax, Michelle McCool et Molly Molly (elle a éliminé Becky Lynch). Le 11 mars à Fastlane, elle ne remporte pas le titre féminin de SmackDown, battue par Charlotte Flair par soumission.
Le 8 avril lors du pré-show à WrestleMania 34, elles ne remportent pas la toute première Woman's Battle Royal, gagnée par Naomi. Le 16 avril à Raw, lors du Superstar Shake-Up, elles sont officiellement transférées au show rouge. Elles interrompent le match entre Bayley et Sasha Banks en les attaquant et leur portant à chacune leurs prises de finition. Le 6 mai lors du pré-show à Backlash, elle bat Bayley. 
Le 3 juillet lors d'un Live Event, elle est victime d'une entorse du ligament collatéral tibial au genou gauche et doit s'absenter des rings entre 2 et 3 mois, laissant donc ses deux équipières comme seules représentantes du groupe.
Le 6 août à Raw, elle effectue son retour de blessure, après un mois d'absence, et aide ses deux partenaires à battre Bayley et Sasha Banks.
Le 6 octobre à WWE Super Show-Down, les trois femmes perdent face à Ronda Rousey et les Bella Twins par soumission dans un 6-Women Tag Team match. Le 28 octobre à Evolution, elles perdent face à Bayley, Sasha Banks et Natalya dans la même stipulation. Le 16 décembre à TLC, elle perd face à la Canadienne dans un Tables match.
Le 27 janvier 2019 au Royal Rumble, elles entrent dans le Royal Rumble match féminin en 21e, 4e et 12e positions. Elle élimine Kairi Sane, Candice LeRae et Alicia Fox, avant d'être elle-même éliminée par Bayley. Liv Morgan a été éliminée par Natalya et Sarah Logan a été éliminée par la Canadienne et la Japonaise. Le 17 février à Elimination Chamber, elle ne remporte pas le titre féminin de Raw, battue par Ronda Rousey par soumission en 1:40.
Le 19 avril, lors du Superstar Shake-Up, le trio féminin se sépare, car Liv Morgan est officiellement transférée à SmackDown Live, tandis que Sarah Logan va poursuivre sa carrière en solo à Raw. Le 22 mai, elle se blesse les deux épaules et doit s'absenter pendant 8 mois et demi.
Le 3 février 2020, elle effectue son retour de blessure, après 8 mois et demi d'absence, et attaque Liv Morgan, qui venait de battre Lana. Le 2 mars à Raw, les trois femmes se retrouvent dans un contexte particulier : en effet, elle bat Liv Morgan, aidée par le décompte rapide de Sarah Logan, arbitre spécial du match. Le 6 mars à Elimination Chamber, elle ne devient pas aspirante n°1 au titre féminin de Raw à WrestleMania 36, battue par Shayna Baszler dans un Women's Elimination Chamber match, qui inclut également Asuka, Natalya et ses deux anciennes camarades du Riott Squad.
Le 15 avril, Sarah Logan est licenciée par la WWE. 
Le 3 août à Raw, elle s'excuse auprès de Liv Morgan et souhaite reformer le Riott Squad à ses côtés, mais les deux femmes sont interrompues par les IIconics, qu'elles battent ensuite. Après le combat, elle effectue un Face Turn en se réconciliant avec sa partenaire. Le 30 août lors du pré-show à Payback, elles rebattent leurs mêmes adversaires.
Le 22 novembre aux Survivor Series, l'équipe SmackDown (Bianca Belair, Bayley, Natalya et elles) perd face à l'équipe Raw (Nia Jax, Shayna Baszler, Lana, Lacey Evans et Peyton Royce) dans un 5-on-5 Traditional Woman's Survivor Series Elimination Match.
Le 31 janvier 2021 au Royal Rumble, elle entre dans le Royal Rumble féminin en 9e position, élimine Billie Kay avec l'aide de sa partenaire avant d'être elle-même éliminée par Bayley.
Le 10 avril à WrestleMania 37, Liv Morgan et elle perdent le Tag Team Turmoil Match face à Natalya et Tamina, après avoir successivement battu Lana, Naomi, Mandy Rose et Dana Brooke, ne devenant pas aspirantes n°1 aux titres féminins par équipe de la WWE le lendemain. Le 2 juin, la WWE annonce son renvoi, ainsi que celui d'Aleister Black, de Murphy, de Lana, de Braun Strowman et de Santana Garrett. À la suite de son renvoi, le clan se dissout.

### All Elite Wrestling (2021-...)
Le 5 septembre à All Out, elle fait ses débuts sur le ring en remportant la 21-Women Casino Battle Royale, après avoir éliminé en dernière position Thunder Rosa, devenant ainsi aspirante n°1 au titre mondial féminin de la AEW. Le 22 septembre à Dynamite: Grand Slam, elle ne remporte pas le titre mondial féminin de la AEW, battue par Dr Britt Baker D.M.D. par soumission.
Le 5 janvier 2022 à Dynamite, elle ne devient pas la première championne TBS de la AEW, battue par Jade Cargill en finale du tournoi.
Le 29 mai à Double or Nothing, elle ne remporte pas la coupe Owen Hart, battue par Dr Britt Baker D.M.D en finale du tournoi féminin.
Le 4 septembre lors du pré-show à All Out, Ortiz et elle ne remportent pas les titres mixtes par équipe de la AAA, battus par Sammy Guevara et Tay Melo. Pendant le combat, elle se casse le nez. Le même soir, à la suite de sa fracture du nez, elle s'absente pendant deux mois. Le 30 novembre à Dynamite, après la victoire de Willow Nightingale sur Anna Jay, elle effectue son retour de blessure en attaquant Tay Melo.
Le 5 mars 2023 à Revolution, elle ne remporte pas le titre mondial féminin de la AEW, battue par Jamie Hayter dans un 3-Way match, qui inclut également Saraya. Après le combat, elle fait semblant de célébrer avec la championne, mais effectue un Heel Turn en portant un No Future sur la première, un Destination Unknown sur Dr Britt Baker D.M.D et rejoint officiellement le clan de Toni Storm et la Britannique.
Le 15 juillet à Collision, elle ne remporte pas, pour la seconde fois consécutive, la coupe Owen Hart, battue par Willow Nightingale en finale du tournoi féminin.
Le 9 février 2024 à Rampage, Saraya et elle perdent face à Kris Statlander et Willow Nightingale. Pendant le combat, elle effectue un Face Turn, car elle abandonne sa désormais ex-partenaire et quitte officiellement les Outcasts.

## Palmarès
- All Elite Wrestling (AEW)
  - Casino Battle Royal féminin (2021)

- Absolute Intense Wrestling (AIW)
  - 1 fois AIW Women's Champion

- All American Wrestling (AAW)
  - 1 fois AAW Heritage Champion

- Alpha-1 Wrestling
  - 1 fois A1 Alpha Male Champion

- Channel Islands World Wrestling
  - 1 fois World Heavyweight Champion

- Chikara
  - Chikara Young Lions Cup XI

- Ohio Valley Wrestling (OVW
  - 1 fois OVW Women's Champion

- Revolution Championship Wrestling (RCW)
  - 1 fois RCW Heavyweight Champion

- Shimmer Women Athletes
  - 1 fois Shimmer Tag Team Champion avec Evie

## Récompenses des magazines
- Pro Wrestling Illustrated

| Année | 2014 | 2015 | 2016 | 2017 | 2018 | 2019 | 2020        | 2021 | 2022 | 2023 |
| ----- | ---- | ---- | ---- | ---- | ---- | ---- | ----------- | ---- | ---- | ---- |
| Rang  | 48   | 41   | 20   | 39   | 31   | 42   | Non classée | 134  | 60   | 72   |

## Vie privée
Le 17 avril, elle annonce officiellement à son compagnon actuel, Angelo Parker, être enceinte. Le 19 mai, le couple se marie.
Le 31 octobre, ils sont officiellement parents d'une petite fille: Evie.